# Cianat

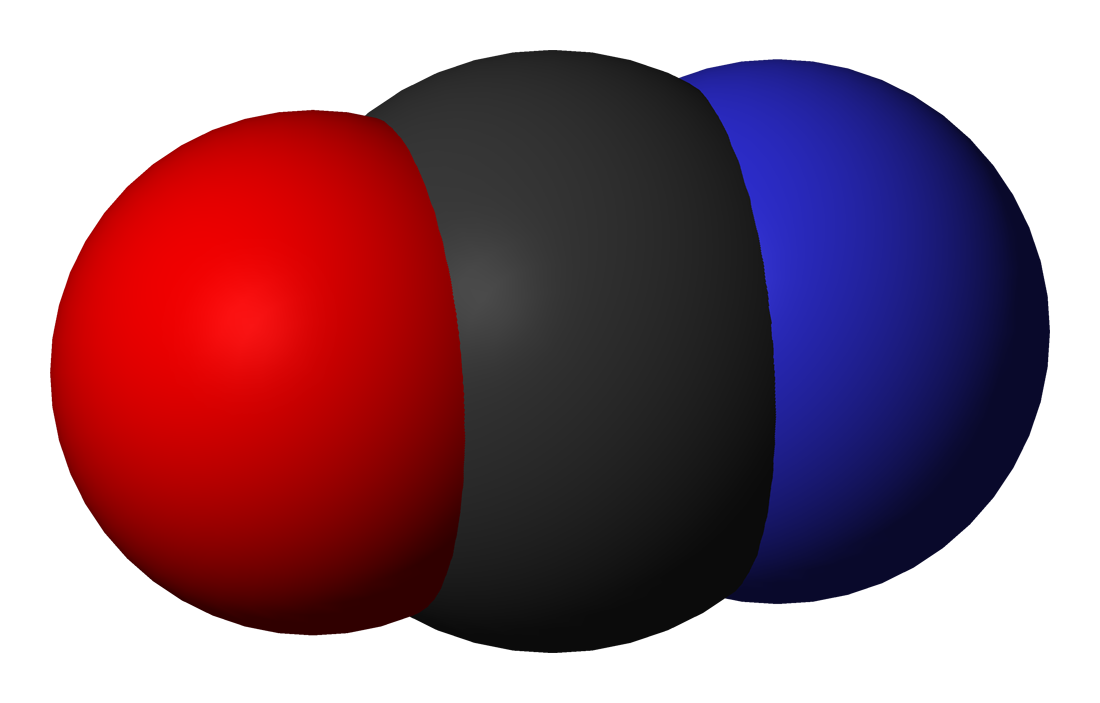
Reprezentare 3D a structurii ionului cianat.

Ionul cianat este un anion cu formula chimică [OCN]− sau [NCO]−. În soluție apoasă, se comportă ca o baza , formând acidul izocianic, HNCO. Ionul cianat poate funcționa ca și ligand ambidentat, formând complecși cu ioni metalici, astfel că perechea de electroni este donată fie de atomul de azot, fie de cel de oxigen. Cianații organici se numesc: izocianați (când avem legătura C−NCO) și cianați (când avem legătura C−OCN).

## Obținerea cianaților
Cianatul de sodiu este izostructural cu fulminatul de sodiu, ceea ce confirmă structura lineară a anionului cianat.
Acesta se obține la nivel industrial prin încălzirea unui amestec de carbonat de sodiu și uree:
Na2CO3 + 2 OC(NH2)2 → 2 NaNCO + CO2 + 2 NH3 + H2O
O reacție similară este utilizată pentru obținerea cianatului de potasiu. De asemenea, cianații se mai obțin prin oxidarea cianurilor.